# Championnat de Gibraltar de football 2018-2019
Navigation
Saison 2017-2018 Saison 2019-2020
La saison 2018-2019 de la Premier Division est la cent-seizième édition de la première division gibraltarienne. Organisée par la Gibraltar Football Association, elle prend place du 13 août 2018 au 20 mai 2019.
Les dix meilleurs clubs du territoire sont regroupés au sein d'une poule unique où ils s'affrontent à trois reprises pour un total de 135 matchs, l'intégralité de ceux-ci se déroulant au Victoria Stadium.
En fin de saison, le premier au classement est sacré champion de Gibraltar et se qualifie pour le tour préliminaire de la Ligue des champions 2019-2020 tandis que le deuxième du championnat et le vainqueur de la Coupe de Gibraltar 2018-2019 se qualifient pour le tour préliminaire de la Ligue Europa 2019-2020, la place de la Coupe pouvant être reversée à la troisième place si le vainqueur s'est déjà qualifié pour une compétition européenne d'une autre manière. Aucune équipe n'est reléguée au terme de l'exercice en raison de la fusion des deux premières divisions lors de la saison 2019-2020.

## Équipes participantes
Un total de dix équipes prennent part à la compétition, neuf d'entre elles étant déjà présentes la saison précédente, auxquelles s'ajoutent le promu Boca Juniors Gibraltar, champion de deuxième division, qui remplace le Manchester 62, lanterne rouge du dernier championnat.
En plus de sa participation au championnat, le Lincoln Red Imps prend également part à la Ligue des champions 2018-2019 tandis que l'Europa FC et le Saint Joseph's FC participent quant à eux à la Ligue Europa 2018-2019.
Légende des couleurs
- Tour préliminaire de la Ligue des champions 2018-2019
- Tour préliminaire de la Ligue Europa 2018-2019
- Promu de deuxième division 2017-2018

| Club                   | Classement 2017-2018 | Entraîneur             |
| ---------------------- | -------------------- | ---------------------- |
| Lincoln Red Imps       | 1er                  | Víctor Afonso          |
| Europa FC              | 2e                   | Miguel Ángel Rodríguez |
| Saint Joseph's FC      | 3e                   | Raúl Procopio Baizán   |
| Gibraltar United       | 4e                   | Paco Luna              |
| Mons Calpe SC          | 5e                   | Luis Manuel Blanco     |
| Gibraltar Phoenix      | 6e                   | Juan Maria Sánchez     |
| Glacis United          | 7e                   | Jesús Napolitano       |
| Lions Gibraltar        | 8e                   | Albert Ferri           |
| Lynx FC                | 9e                   | Albert Parody          |
| Boca Juniors Gibraltar | 1er (D2)             | Allen Bula             |

### Changements d'entraîneur
| Club                   | Entraîneur partant    | Motif du départ             | Date de départ   | Position   | Entraîneur arrivant    | Date d'arrivée   |
| ---------------------- | --------------------- | --------------------------- | ---------------- | ---------- | ---------------------- | ---------------- |
| Gibraltar Phoenix      | Albert Ferri          | Consentement mutuel         | 8 juin 2018      | Pré-saison | Juan Maria Sánchez     | 15 juin 2018     |
| Glacis United          | Mariano Marcos Garcia | Départ pour le CD San Roque | 8 juin 2018      | Pré-saison | Theo Vonk              | 26 juin 2018     |
| Lions Gibraltar        | Rafael Bado           | Consentement mutuel         | 29 juin 2018     | Pré-saison | Albert Ferri           | 29 juin 2018     |
| Gibraltar United       | Manolo Nuñez Sánchez  | Démission                   | 13 juillet 2018  | Pré-saison | Lucas Cazorla          | 14 juillet 2018  |
| Glacis United          | Theo Vonk             | Démission                   | 9 août 2018      | Pré-saison | Alfonso Cortijo        | 10 août 2018     |
| Lincoln Red Imps       | Yiyi Perez            | Renvoi                      | 8 novembre 2018  | 2e         | Manolo Nuñez Sánchez   | 8 novembre 2018  |
| Glacis United          | Alfonso Cortijo       | Démission                   | 9 novembre 2018  | 7e         | Jesús Napolitano       | décembre 2018    |
| Europa FC              | Juanjo Gallardo       | Renvoi                      | 23 novembre 2018 | 1er        | Miguel Ángel Rodríguez | 23 novembre 2018 |
| Lincoln Red Imps       | Manolo Nuñez Sánchez  | Démission                   | 12 décembre 2018 | 2e         | Víctor Afonso          | 13 décembre 2018 |
| Boca Juniors Gibraltar | Juanjo Pomares        | Démission                   | 18 décembre 2018 | 9e         | Allen Bula             | 19 décembre 2018 |
| Gibraltar United       | Lucas Cazorla         | Renvoi                      | 6 janvier 2019   | 4e         | Paco Luna              | 7 janvier 2019   |

## Déroulement de la saison
La saison a été marquée par un scandale de triche aux paris sportifs, plusieurs joueurs de Europa FC ont été suspendus  ainsi que l'entraîneur de Lincoln Red Imps . En mars 2019, six joueurs reçoivent des sanctions , puis en avril quatre autres joueurs sont exclus pour six mois et un entraîneur est suspendu pour 15 ans dans les activités liées au football.

## Compétition

### Format et règlement
Dix équipes prennent part à la compétition. Chacune d'entre elles s'affronte à trois reprises pour un total de vingt-sept matchs disputés pour chacune. Tous les matchs sont joués au Victoria Stadium de Gibraltar. Une victoire apporte trois points, un match nul un point tandis qu'une défaite n'en apporte aucun.
Les critères de départage des équipes sont d'abord le nombre de points inscrits, suivi de la différence de buts générale, le nombre de buts inscrits, les confrontations directes. Si l'égalité persiste, un match d'appui est disputé pour séparer les deux équipes.
Le premier au classement à l'issue de la saison est désigné champion de Gibraltar et se qualifie pour la Supercoupe, où il affronte soit le vainqueur de la Coupe de Gibraltar, soit son dauphin en championnat s'il a également remporté la coupe. Aucune équipe n'est reléguée à l'issue de la saison, les deux premières divisions gibraltariennes étant fusionnées à partir de l'exercice 2019-2020.
Le vainqueur du championnat obtient également une place pour le tour préliminaire de la Ligue des champions 2019-2020, tandis que son dauphin est qualifié pour le tour préliminaire de la Ligue Europa 2019-2020, accompagné soit du vainqueur de la Coupe soit du troisième en championnat si celui-ci s'est déjà qualifié pour une compétition européenne d'une autre façon.
Chaque équipe peut enregistrer entre dix-sept et vingt-cinq joueurs pour la saison. Les restrictions sont la présence d'au moins deux gardiens de but, trois joueurs formés sur le territoire de Gibraltar et une limitation à trois joueurs non-issus de l'Union européenne. Chaque équipe doit avoir au minimum trois joueurs gibraltariens sur le terrain à tout moment de chaque rencontre, sauf en cas de blessure ou d'expulsion impossible à remplacer. De plus, les joueurs de moins de seize ans n'ont pas le droit d'évoluer dans la compétition.

### Classement
| \| Rang \| Équipe \| Pts \| J \| G \| N \| P \| Bp \| Bc \| Diff \| \| ---- \| ------------------------ \| --- \| -- \| -- \| - \| -- \| -- \| --- \| ---- \| \| 1 \| Lincoln Red Imps T \| 66 \| 27 \| 21 \| 3 \| 3 \| 84 \| 19 \| +65 \| \| 2 \| Europa FC S C \| 64 \| 27 \| 20 \| 4 \| 3 \| 84 \| 20 \| +64 \| \| 3 \| Saint Joseph's FC \| 55 \| 27 \| 17 \| 4 \| 6 \| 69 \| 29 \| +40 \| \| 4 \| Mons Calpe SC \| 49 \| 27 \| 15 \| 4 \| 8 \| 63 \| 29 \| +34 \| \| 5 \| Gibraltar Phoenix \| 43 \| 27 \| 13 \| 4 \| 10 \| 42 \| 34 \| +8 \| \| 6 \| Gibraltar United \| 39 \| 27 \| 11 \| 6 \| 10 \| 48 \| 37 \| +11 \| \| 7 \| Lynx FC \| 31 \| 27 \| 8 \| 7 \| 12 \| 29 \| 45 \| -16 \| \| 8 \| Glacis United \| 24 \| 27 \| 7 \| 3 \| 17 \| 28 \| 58 \| -30 \| \| 9 \| Lions Gibraltar \| 9 \| 27 \| 3 \| 0 \| 24 \| 17 \| 77 \| -60 \| \| 10 \| Boca Juniors Gibraltar P \| 7 \| 27 \| 2 \| 1 \| 24 \| 13 \| 129 \| -116 \| | Qualifications européennes - 1er : Tour préliminaire de la Ligue des champions 2019-2020 - C et 3e : Tour préliminaire de la Ligue Europa 2019-2020 Abréviations - T : Tenant du titre - C : Vainqueur de la Rock Cup 2018-2019 - S : Vainqueur de la Pepe Reyes Cup 2018-2019 - P : Promu de Second Division 2017-2018 |     |    |    |   |    |    |     |      |
| Rang | Équipe | Pts | J  | G  | N | P  | Bp | Bc  | Diff |
| 1 | Lincoln Red Imps T | 66  | 27 | 21 | 3 | 3  | 84 | 19  | +65  |
| 2 | Europa FC S C | 64  | 27 | 20 | 4 | 3  | 84 | 20  | +64  |
| 3 | Saint Joseph's FC | 55  | 27 | 17 | 4 | 6  | 69 | 29  | +40  |
| 4 | Mons Calpe SC | 49  | 27 | 15 | 4 | 8  | 63 | 29  | +34  |
| 5 | Gibraltar Phoenix | 43  | 27 | 13 | 4 | 10 | 42 | 34  | +8   |
| 6 | Gibraltar United | 39  | 27 | 11 | 6 | 10 | 48 | 37  | +11  |
| 7 | Lynx FC | 31  | 27 | 8  | 7 | 12 | 29 | 45  | -16  |
| 8 | Glacis United | 24  | 27 | 7  | 3 | 17 | 28 | 58  | -30  |
| 9 | Lions Gibraltar | 9   | 27 | 3  | 0 | 24 | 17 | 77  | -60  |
| 10 | Boca Juniors Gibraltar P | 7   | 27 | 2  | 1 | 24 | 13 | 129 | -116 |

### Résultats
| Résultats (▼dom., ►ext.)                                   | BOC | EFC | GIP | GIU | GLA | LIN  | LGI | LYN | MCA | SJO | BOC  | EFC | GIP | GIU | GLA | LIN | LGI | LYN | MCA | SJO |
| Boca Juniors Gibraltar                                     |     | 0-9 | 2-5 | 0-4 | 0-2 | 0-11 | 1-0 | 0-3 | 0-3 | 1-1 |      |     | 0-8 |     | 2-3 |     | 0-7 |     | 0-5 |     |
| Europa FC                                                  | 3-0 |     | 2-0 | 1-0 | 1-0 | 1-1  | 5-1 | 4-0 | 2-1 | 2-3 | 13-1 |     | 3-0 |     |     |     |     | 5-0 | 4-3 | 2-0 |
| Gibraltar Phoenix                                          | 3-1 | 0-1 |     | 2-1 | 6-0 | 0-2  | 1-0 | 2-0 | 1-0 | 1-2 |      |     |     | 2-0 |     | 0-3 | 1-0 |     | 0-2 |     |
| Gibraltar United                                           | 2-1 | 1-3 | 1-1 |     | 2-1 | 1-5  | 4-0 | 4-1 | 2-1 | 0-1 | 7-0  | 1-1 |     |     | 2-0 |     | 4-1 | 1-1 |     |     |
| Glacis United                                              | 6-1 | 0-0 | 1-3 | 0-2 |     | 1-2  | 3-1 | 0-0 | 2-3 | 0-2 |      | 1-6 | 1-1 |     |     |     |     | 0-2 |     | 0-1 |
| Lincoln Red Imps                                           | 3-0 | 3-2 | 4-0 | 0-1 | 4-0 |      | 3-0 | 1-0 | 3-1 | 1-3 | 10-0 | 2-0 |     | 2-0 | 2-1 |     | 5-1 |     |     |     |
| Lions Gibraltar                                            | 2-1 | 0-2 | 1-3 | 1-0 | 0-1 | 0-2  |     | 0-3 | 0-4 | 0-7 |      | 0-8 |     |     | 1-2 |     |     | 0-3 |     | 0-1 |
| Lynx FC                                                    | 0-1 | 1-1 | 0-0 | 2-2 | 2-1 | 1-1  | 1-0 |     | 0-3 | 2-3 | 1-0  |     | 1-2 |     |     | 1-4 |     |     | 2-1 | 0-1 |
| Mons Calpe SC                                              | 3-0 | 1-2 | 3-0 | 1-1 | 0-1 | 2-2  | 3-0 | 1-1 |     | 2-1 |      |     |     | 5-2 | 4-1 | 2-0 | 6-0 |     |     |     |
| Saint Joseph's FC                                          | 5-0 | 0-1 | 0-0 | 2-2 | 8-0 | 0-5  | 3-1 | 7-1 | 1-2 |     | 10-1 |     | 3-0 | 2-1 |     | 1-3 |     |     | 1-1 |     |
| - Victoire à domicile - Match nul - Victoire à l'extérieur |     |     |     |     |     |      |     |     |     |     |      |     |     |     |     |     |     |     |     |     |